# Kołaczyk

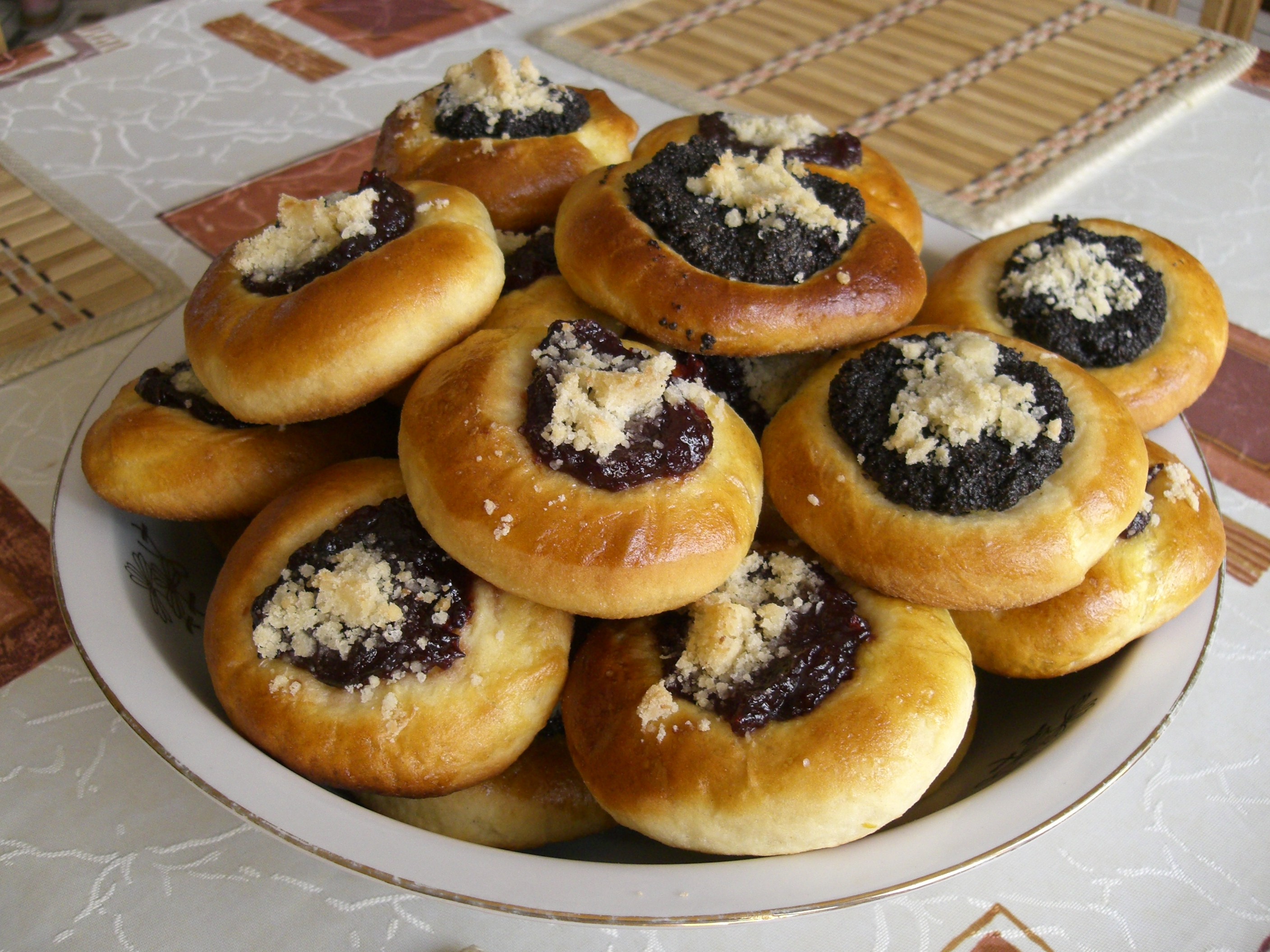
Kołaczyki/Koláčky – hier nach böhmischer Manier mit Mohn und Powidl

Als Kołaczyk (Plural: Kołaczyki) wird in den südlichen Landesteilen von Polen meist ein rundes Hefebrötchen bezeichnet, dessen süße oder herzhafte Füllung auf der Oberseite offen liegt. Die unmittelbare böhmische Entsprechung des Gebäcks heißt auf Tschechisch Koláček (Plural: Koláčky).  
Der Name stellt im Polnischen wie im Tschechischen eine Verkleinerungsform von „Kolatsche“ (polnisch Kołacz, tschechisch Koláč) dar. Die Kolatsche ist ein Rundkuchen, der auf altslawische Traditionen zurückgeht. Das österreichische Feingebäck Kolatsche beruht ebenfalls auf der Kolatsche, ist jedoch anders als Kołaczyk und Koláček oben geschlossen.
In der böhmischen Küche kennt man Koláčky vorwiegend mit süßer Füllung, in erster Linie mit Mohn oder Powidl, aber auch mit Nuss oder Quark mit Rosinen. Sie gehören dort zu den Festtagsspezialitäten und werden oft direkt als Koláče (Plural) bezeichnet. 
In der polnischen Küche überwiegen herzhafte Füllungen, insbesondere mit Zwiebeln, Sauerkraut und Bryndza. Kołaczyki dieser Art dienen meist als Beilage zu Suppen wie rotem Barszcz oder Pilzsuppe. Sie sind insofern mit Krokiety zu vergleichen. Dennoch ist auch ein süßer Kołaczyk mit Weißkäse weit verbreitet, oft auch mit Zwetschgen oder Apfel (= Kołocz śląski aus Oberschlesien). Daneben gibt es den Brauch, süße Kołaczyki (zum Teil mit Cremefüllung) als Hochzeitsgabe zu verschenken, was mit der Kulturgeschichte des Kołacz zusammenhängt.  